# Talbrücke Oberkirchen
Die das Ostertal überspannende Talbrücke Oberkirchen im saarländischen St. Wendeler Land war ein Eisenbahnviadukt der Bahnstrecke Türkismühle–Kusel, das nach Stilllegung der Bahnlinie in einen Rad- und Wanderweg umgewandelt wurde. Es wurde in den Jahren 1934 bis 1935 errichtet und ist eine der größten Steinbrücken Deutschlands, die seit 1996 unter Denkmalschutz steht.

## Geschichte
Pläne für eine durchgehende Eisenbahnverbindung zwischen Landstuhl und Kusel bestanden bereits im 19. Jahrhundert. Mit dem Bau wurde ab Landstuhl 1868 begonnen, und bis 1888 waren die Schienen bis Türkismühle fertiggestellt. Danach ruhte die Weiterführung des Projektes über die topografisch stellenweise schwierige Strecke durch den Westrich am Rande des Nordpfälzer Berglandes fast 50 Jahre.
1934 begannen die Bauarbeiten an dem fehlenden Teilstück und im gleichen Jahr am Viadukt bei Oberkirchen. Es handelte sich um ein gezieltes NS-Beschäftigungsprogramm in der Weise, dass der Westrichbahn am Vorabend des Zweiten Weltkrieges eine hohe strategisch-militärische Bedeutung beizumessen war. In 16 Monaten Bauzeit wurden von der Kölner Niederlassung der 1987 in Konkurs gegangenen Baufirma Polensky & Zöllner 16.000 m³ Basaltsteine zu der 275 m langen Brücke mit 12 Bögen auf 11 Pfeilern zusammengefügt. 1935 war das Viadukt fertiggestellt. 1936 wurde die gesamte Teilstrecke Türkismühle – Kusel eröffnet.
In den Jahren 1969/1970 wurde die Westrichbahnlinie wegen mangelnder Rentabilität geschlossen, und sukzessive wurden die Schienen abgebaut (im Unterschied zu der 5 km hinter der Talbrücke kreuzenden Ostertalbahn, deren regulärer Verkehr zwar ebenfalls eingestellt ist, die aber als Touristenbahn reaktiviert wurde). In den Jahren 1971 bis 1977 war die Brücke vorübergehend als Aussichtsplattform zugänglich, musste dann aber wegen Baufälligkeit gesperrt werden und verfiel.
In touristisches Interesse rückte die restaurierte Brücke 1993 mit der Eröffnung des zu Ehren des Kuseler Tenors Fritz Wunderlich eingerichteten Fritz-Wunderlich-Weges, eines 24 km langen Rad- und Wanderweges. Die Talbrücke Oberkirchen ist eine der markanten, mit Dokumentationstafeln unterlegten Stationen dieses Weges.